# Liga Femenina 2 de baloncesto 2010-11
La Liga Femenina 2 de baloncesto 2010-11 fue la 10.ª temporada de la segunda máxima competición de clubes femeninos de baloncesto en España, organizada por la Federación Española de Baloncesto.

## Formato
- Liga regular: participaron 28 equipos divididos en dos grupos de 14 equipos. En cada grupo jugaron todos contra todos en partidos de ida/vuelta en 26 jornadas.
- Fase final: los cuatro primeros de ambos grupos disputaron en una misma sede la fase de ascenso a Liga Femenina, se dividieron en dos grupos de cuatro equipos, dos del grupo A y 2 del grupo B según el orden de clasificación. Los dos mejores de cada grupo pasaron a las semifinales. El ganador de cada una de ellas ascendió deportivamente a Liga Femenina.[1]
- Los  últimos clasificados en la liga regular en cada grupo descendieron a Primera División Femenina.

## Equipos por comunidad autónoma

### Grupo A
| Comunidad autónoma | N.º | Equipos |
| ------------------ | --- | --- |
| Asturias           | 1   | ADBA (Avilés) |
| Canarias           | 1   | Aguere (Santa Cruz de Tenerife) |
| Castilla y León    | 5   | Aros León (León) Universidad de Valladolid (Valladolid) Coelbi Bembibre PDM (Bembibre) Caja Rural Valbusenda (Zamora) Arranz-Jopisa Burgos (Burgos)                            |
| Extremadura        | 1   | Femenino Cáceres (Cáceres) |
| Galicia            | 6   | Universitario de Ferrol (Ferrol) Codigalco Carmelitas (Orense) Pío XII (Santiago de Compostela) Durán Maquinaria Ensino (Lugo) CB Arxil (Pontevedra) Pabellón Ourense (Orense) |

### Grupo B
| Comunidad autónoma  | N.º | Equipos                                                                                  |
| ------------------- | --- | ---------------------------------------------------------------------------------------- |
| Andalucía           | 1   | Grupo Marsol Conquero (Huelva)                                                           |
| Aragón              | 1   | Stadium Casablanca (Zaragoza)                                                            |
| Canarias            | 1   | CB Uni-Cajacanarias (Santa Cruz de Tenerife)                                             |
| Castilla-La Mancha  | 1   | Isolux Corsan Guadalajara (Guadalajara)                                                  |
| Cataluña            | 3   | Segle XXI (Barcelona) Platges de Mataró (Mataró) CBF Sarrià - Grupo Consultoría (Sarrià) |
| Comunidad de Madrid | 3   | Fundal Alcobendas (Alcobendas) Real Canoe NC (Madrid) Asefa Estudiantes (Madrid)         |
| Islas Baleares      | 1   | Espace Tanit Eivissa (Ibiza)                                                             |
| País Vasco          | 3   | Orion Gdko (Galdácano) Universidad del País Vasco (San Sebastián) Irlandesas (Lejona)    |

## Liga Regular

### Grupo A
| | Equipo                    | Puntos | J  | G  | P  | PF   | PC   | DP   |
| --- | ------------------------- | ------ | -- | -- | -- | ---- | ---- | ---- |
| 1 | Caja Rural Valbusenda     | 48     | 26 | 22 | 4  | 1943 | 1612 | 331  |
| 2 | ADBA                      | 46     | 26 | 20 | 6  | 1901 | 1688 | 213  |
| 3 | Arranz-Jopisa Burgos      | 46     | 26 | 20 | 6  | 1892 | 1635 | 257  |
| 4 | Coelbi Bembibre PDM       | 46     | 26 | 20 | 6  | 1777 | 1534 | 243  |
| 5 | Aguere                    | 45     | 26 | 19 | 7  | 1830 | 1627 | 203  |
| 6 | Universitario de Ferrol   | 42     | 26 | 16 | 10 | 1888 | 1791 | 97   |
| 7 | Durán Maquinaria Ensino   | 41     | 26 | 15 | 11 | 1719 | 1650 | 69   |
| 8 | Pío XII                   | 38     | 26 | 12 | 14 | 1605 | 1580 | 25   |
| 9 | Codigalco Carmelitas      | 36     | 26 | 10 | 16 | 1443 | 1590 | -147 |
| 10 | CB Arxil                  | 34     | 26 | 8  | 18 | 1759 | 1912 | -153 |
| 11 | Aros León                 | 33     | 26 | 7  | 19 | 1632 | 1726 | -94  |
| 12 | Femenino Cáceres          | 33     | 26 | 7  | 19 | 1544 | 1744 | -200 |
| 13 | Pabellón Ourense          | 31     | 26 | 5  | 21 | 1594 | 1894 | -300 |
| 14 | Universidad de Valladolid | 27     | 26 | 1  | 25 | 1246 | 1790 | -544 |
| Fuente: Federación Española de Baloncesto: Clasificación de la Liga Femenina 2 - Grupo A; actualización automática |                           |        |    |    |    |      |      |      |

### Grupo B
| | Equipo                         | Puntos | J  | G  | P  | PF   | PC   | DP   |
| --- | ------------------------------ | ------ | -- | -- | -- | ---- | ---- | ---- |
| 1 | Universidad del País Vasco     | 48     | 26 | 22 | 4  | 1865 | 1481 | 384  |
| 2 | Real Canoe NC                  | 46     | 26 | 20 | 6  | 1848 | 1677 | 171  |
| 3 | CB Uni-Cajacanarias            | 42     | 26 | 16 | 10 | 1781 | 1654 | 127  |
| 4 | Asefa Estudiantes              | 42     | 26 | 16 | 10 | 1849 | 1666 | 183  |
| 5 | Espace Tanit Eivissa           | 41     | 26 | 15 | 11 | 1683 | 1607 | 76   |
| 6 | Stadium Casablanca             | 41     | 26 | 15 | 11 | 1720 | 1617 | 103  |
| 7 | Grupo Marsol Conquero          | 41     | 26 | 15 | 11 | 1927 | 1821 | 106  |
| 8 | Fundal Alcobendas              | 40     | 26 | 14 | 12 | 1752 | 1693 | 59   |
| 9 | CBF Sarrià - Grupo Consultoría | 40     | 26 | 14 | 12 | 1689 | 1564 | 125  |
| 10 | Irlandesas                     | 38     | 26 | 12 | 14 | 1658 | 1645 | 13   |
| 11 | Platges de Mataró              | 34     | 26 | 8  | 18 | 1584 | 1677 | -93  |
| 12 | Orion Gdko                     | 34     | 26 | 8  | 18 | 1679 | 1784 | -105 |
| 13 | Segle XXI                      | 33     | 26 | 7  | 19 | 1434 | 1628 | -194 |
| 14 | Isolux Corsan Guadalajara      | 26     | 26 | 0  | 26 | 1256 | 2211 | -955 |
| Fuente: Federación Española de Baloncesto: Clasificación de la Liga Femenina 2 - Grupo B; actualización automática |                                |        |    |    |    |      |      |      |

## Fase Final

### Grupo 1
| | Equipo                | Puntos | J | G | P | PF  | PC  | DP  |
| --- | --------------------- | ------ | - | - | - | --- | --- | --- |
| 1 | Caja Rural Valbusenda | 6      | 3 | 3 | 0 | 229 | 166 | 63  |
| 2 | Real Canoe NC         | 5      | 3 | 2 | 1 | 188 | 194 | -6  |
| 3 | Coelbi Bembibre PDM   | 4      | 3 | 1 | 2 | 182 | 196 | -14 |
| 4 | CB Uni-Cajacanarias   | 3      | 3 | 0 | 3 | 167 | 210 | -43 |
| Fuente: Federación Española de Baloncesto: Clasificación de la Liga Femenina 2 - Final Grupo 1; actualización automática |                       |        |   |   |   |     |     |     |

### Grupo 2
| | Equipo                     | Puntos | J | G | P | PF  | PC  | DP  |
| --- | -------------------------- | ------ | - | - | - | --- | --- | --- |
| 1 | Arranz-Jopisa Burgos       | 6      | 3 | 3 | 0 | 221 | 183 | 38  |
| 2 | ADBA                       | 5      | 3 | 2 | 1 | 200 | 179 | 21  |
| 3 | Asefa Estudiantes          | 4      | 3 | 1 | 2 | 229 | 239 | -10 |
| 4 | Universidad del País Vasco | 3      | 3 | 0 | 3 | 169 | 218 | -49 |
| Fuente: Federación Española de Baloncesto: Clasificación de la Liga Femenina 2 - Final Grupo 2; actualización automática |                            |        |   |   |   |     |     |     |

### Partidos para el ascenso
| Equipo 1              | Resultado | Equipo 2             |
| --------------------- | --------- | -------------------- |
| Caja Rural Valbusenda | 65-53     | ADBA                 |
| Real Canoe NC         | 58-74     | Arranz-Jopisa Burgos |

## Postemporada
Ascendieron a Liga Femenina:
- Caja Rural Valbusenda (Campeonas).
- Arranz-Jopisa Burgos (Subcampeonas).

Descendieron de Liga Femenina:
- Extrugasa (renunció a la Liga Femenina).
- (  Club Bàsquet Olesa descendió y renunció a participar en la Liga Femenina 2).
- (  UNB Obenasa no descendió al ocupar la vacante por la renuncia del  Extrugasa).[2]

Descendieron a Primera División Fem:
- No hubo descensos.[3]

Renunciaron a la Liga Femenina 2:
- Platges de Mataró.
- CBF Sarrià - Grupo Consultoría.
- Pío XII.[4]

Ascendieron desde Primera División Fem:
- Club Baloncesto Las Gaunas.
- Ventask Group Las Rozas CB.
- Bons Aires Palma
- Gernika KESB (al ocupar vacantes).
- Cravic Reus Deportiu (al ocupar vacantes).

La Liga Femenina 2 aumentaría a 29 equipos en la siguiente temporada.